# Antonio Mance
Antonio Mance, né le 7 août 1995 à Rijeka en Croatie, est un footballeur croate évoluant au poste d'avant-centre au Umm-Salal SC.

## Biographie
Mance est formé au NK Orijent, puis au HNK Rijeka, et au NK Pomorac. Par la suite, il rejoint l'Istra 1961. Il fait ses débuts en première division croate le 13 avril 2014, contre le Hrvatski Dragovoljac.  
En parallèle, il joue pour l'équipe de Croatie des moins de 19 ans puis des moins de 20 ans. 
Il rejoint ensuite lors du mercato d'été 2015 le club slovène du NK Domžale. Avec cette équipe, il inscrit 11 buts en première division slovène lors de la saison 2015-2016.
Il est ensuite transféré en début d'année 2017 au club slovaque de l'AS Trenčín. Avec cette équipe, il inscrit 10 buts en première division slovaque lors de la saison 2017-2018.
Le 31 janvier 2019, Mance est prêté au club français du FC Nantes. Il disputera ses premières minutes sous le maillot nantais face à Nîmes (défaite 4-2). Il marquera son premier but avec le FC Nantes le 6 mars 2019 en Coupe de France face à la formation de l'AS Vitré, alors pensionnaire de National 2 (4e division française), son seul but avec l'équipe alors entraînée par Vahid Halilhodžić.
Le 25 août 2021, il est prêté pour une saison avec option d'achat au FC Erzgebirge Aue, pensionnaire de deuxième division allemande.